# اچ‌دی ۲۱۰۴۳۴
اچ‌دی ۲۱۰۴۳۴ یک ستاره است که در صورت فلکی دلو قرار دارد.